# Inga punctata
Inga punctata ist eine Baumart aus der Unterfamilie der Mimosengewächse (Mimosoideae). Sie ist in Mittel- und Südamerika beheimatet.

## Beschreibung
Inga punctata ist ein bis zu 20 Meter hoher Baum mit grau-brauner Rinde und braunen, flaumig rostrot behaarten Zweigen. Die kahlen oder feinflaumig behaarten Blätter sind zwei- bis dreifach paarig gefiedert, die Blättchen elliptisch bis verkehrt eiförmig. Das äußerste Blättchenpaar ist 8 bis 19, selten bis 23 Zentimeter lang und 2,6 bis 9,3 Zentimeter breit, das innerste 4 bis 13 Zentimeter lang und 1,9 bis 5,8 Zentimeter breit.
Die Blattrhachis ist 1,2 bis 6,2 Zentimeter lang und im Querschnitt zylindrisch, die Drüsen unauffällig. Die Nebenblätter sind 2 bis 8 Millimeter lang und hinfällig.
Die Blütenstände entspringen den Achseln unausgebildeter Blätter und stehen meist in Gruppen aus ein bis sechs dichten Ähren. Der Schaft ist 1,5 bis 5,5 Zentimeter lang und dicht rostrot feinflaumig behaart, die Rhachis 1, selten 0,5 bis 3 Zentimeter lang. Die Blüten sind ungestielt, blassgrün, die Staubblätter weiß oder cremefarben. Die Früchte sind flach, 4 bis 20 Zentimeter lang und 1 bis 2, selten bis 4 Zentimeter breit und kahl oder steif behaart.
Die Chromosomenzahl beträgt 2n = 26.

## Verbreitung
Inga punctata ist heimisch von Mexiko über die Antillen bis nach Bolivien und in die Amazonasregionen Brasiliens.

## Systematik und Botanische Geschichte
Die Art wurde 1806 von Carl Ludwig Willdenow erstbeschrieben.